# Richmond K. Turner
Richmond Kelly Turner (Portland, Oregón, 27 de mayo de 1885-Monterey, California, 12 de febrero de 1961) fue un almirante de la Armada de los Estados Unidos, director de la oficina criptográfica MAGIC en Washington D. C., comandante de las fuerzas anfibias en el Frente del Pacífico durante la Segunda Guerra Mundial.

## Biografía
Richmond K. Turner nació en Portland en 1885, era hijo del matrimonio de Enoch Turner, un dueño de imprenta y agricultor y Laura Kelly. Se crio en su infancia en Stockton y se graduó en Stockton High School en 1904.
Ingresó a la Academia Naval de California en 1905 graduándose en junio de 1908 de alférez, sirvió en varios buques obteniendo el grado de teniente en 1910 y casándose ese mismo año con su novia de juventud, Harrie Sterling en Stockton. En 1913 tuvo el mando breve del destructor USS Stewart pasando a formarse como un ingeniero especialista en artillería embarcada, para una vez egresado tomar el mando del cañonero USS Marietta.
Fue asignado como oficial artillero a los acorazados USS Pennsylvania, USS Michigan  y USS Mississippi durante 1916-1919. Desde 1919 a 1922, el teniente comandante Turner fue oficial de artillería en la Fábrica Naval de Armas en Washington D. C.. Luego fue oficial de artillería del acorazado USS California.
Después de su ascenso al rango de comandante en 1925, Turner sirvió en la Oficina de Artillería del Departamento de Marina. En 1927, recibió entrenamiento de vuelo en Pensacola, Florida , fue designado como un aviador naval y un año más tarde se convirtió en oficial al mando del hidroavión auxiliar Jason y comandante de escuadrones de aeronaves de la flota asiática con base en China.
Se le responsabilizó en asignaciones relacionadas con la aviación en la década de 1930 y fue oficial ejecutivo del nuevo portaaviones USS Saratoga en 1933-1934. El entonces capitán Turner asistió a la Escuela de Guerra Naval y formó parte del personal de esa institución en 1935-1938 como director de la facultad de Estrategia naval.
El último comando de Turner fue el crucero pesado USS Astoria, en una misión diplomática en Japón en 1939. Durante su servicio en aquel crucero, el cuerpo del difunto embajador japonés en los Estados Unidos, Hiroshi Saito, fue devuelto a Japón.
Turner fue Director del Departamento de Planes de Guerra en Washington D. C., en 1940–41 y fue ascendido a contraalmirante en enero de 1941.

### Responsabilidad previa al Ataque a Pearl Harbor
Como Director de Planes de Guerra en la oficina del Jefe de Operaciones Navales, el Capitán Turner se convirtió en integrante del Comité Conjunto de Planificación de Guerra. Turner y otros oficiales, presentaron el "Estudio de los problemas inmediatos de Estados Unidos relacionados con la participación en la guerra" a finales de diciembre de 1940. Esto condujo a un denominado Plan D, una fuerte guerra ofensiva en el Atlántico y una guerra de carácter defensivo en el Pacífico. Esto se convirtió finalmente en el plan de guerra estadounidense " Rainbow Five ".
En noviembre de 1941, los informes de inteligencia sobre un inminente ataque por parte del Japón con probable fecha y hora fueron emitidos por el departamento de Inteligencia de la Armada del Depósito de Red Naval de EE. UU. en Tiburon, California y recibidos en Washington por el jefe de la Secretaría de Guerra, Henry L. Stimson y el encargado de inteligencia en Washington, Richmond K. Turner; asimismo por el jefe de operaciones navales, el general Harold R. Stark siendo considerados como conjeturas alarmistas y desestimados.
El 25 de noviembre de 1941, el panorama geopolítico con Japón era inquietante, Turner integrante directivo de inteligencia (MAGIC) redactó un despacho al Comandante en Jefe de la Flota Asiática para que lo diera a conocer el Jefe de Operaciones Navales (CNO), que contenía las palabras: 

"Considero probable que una próxima agresión japonesa pueda causar un brote" de las hostilidades entre Estados Unidos y Japón"

.
El almirante del CNO, Harold R. Stark llevó este mensaje al presidente Roosevelt, quien suavizó las palabras de juicio "probable" a "posible" y "may" a "might", y agregó la incierta suposición: - "Avanzar Japón contra Tailandia parece lo más probable" -.
Turner tomó la incomprensible decisión de no enviar al almirante Kimmel detalles de las comunicaciones diplomáticas japonesas interceptadas y desencriptadas, que apuntaban fuertemente a un inminente ataque aéreo o marítimo con fecha probable a la base de la Flota del Pacífico en Pearl Harbor. 
Dicho informe no fue enviado a Pearl Harbor donde la Armada basaba su flota del Pacífico al mando del almirante Husband E. Kimmel ni al general de ejército Walter Short a cargo de las defensas terrestres. A estos solo se les instruyó formalmente prevenir sabotajes probables de infiltrados enemigos en Hawái. Tanto Kimmel como Short no subieron los grados de alerta.
El Comandante de la Flota del Pacífico de EE. UU ., el almirante Husband E. Kimmel a través de informes de los oficiales Edwin T. Layton y Joseph J. Rochefort 
estaba muy consciente de la amenaza de un ataque sorpresa japonés en Pearl Harbor; pero no recibió instrucciones formales para elevar el estado de alerta. 
La advertencia final y más importante se envió desde Washington y otros puestos de avanzada del Pacífico el 27 de noviembre de 1941. Se designó específicamente como una mera "advertencia de guerra".
El Almirante Turner testificó ante la Comisión Roberts el 19 de enero de 1942, la Investigación del Almirante Thomas C. Hart el 3 y 4 de abril de 1944, el Tribunal de Investigación de la Marina encabezado por el Almirante Orin G. Murfin el 15 de septiembre de 1944 y el Congreso Conjunto Comité que investiga Pearl Harbor en 1946 exculpándose de cualquier responsabilidad respecto del ataque japonés y como consecuencia la responsabilidad recayó en Kimmel y Short quienes vieron arruinadas sus carreras.
Kimmel testificó después de la guerra que, si hubiera sabido de estas comunicaciones, habría mantenido un nivel de alerta mucho más alto y la flota no habría sido tomada por sorpresa por el ataque japonés.

### Frente del Pacífico
En diciembre de 1941, Turner fue nombrado subjefe de personal por el nuevo comandante en Jefe de la Flota de los Estados Unidos, Ernest J. King y sirvió hasta junio de 1942. Luego fue enviado al Pacífico para tomar el mando de la Fuerza Anfibia de la Fuerza del Pacífico Sur. Durante los siguientes tres años, ocupó una variedad de altos mandos de la Fuerza Anfibia como contraalmirante y vicealmirante. Ayudó a planificar y ejecutar operaciones anfibias contra posiciones enemigas en el Pacífico sur, central y occidental. De no ser por el bombardeo atómico Turner habría comandado el asalto anfibio para la invasión de Japón.
Turner participó activamente en casi la totalidad de las campañas del Frente del Pacífico y al casi final de la contienda, el 24 de mayo de 1945, Richmond K. Turner fue ascendido a almirante y asignado al cargo de Comandante de las Fuerzas anfibias de la Armada en el Pacífico.
Si la guerra del Pacífico hubiera continuado, habría comandado el componente anfibio de la invasión de Japón. Bajo el mando del almirante Turner, tenía 2700 buques de asalto y embarcaciones en la operación de Kyushu. Había a su disposición 1213 barcos y embarcaciones bajo su mando para la operación de Okinawa, y 435 para la operación de las Marianas y 51 en la campaña de Guadalcanal.

## Vida final
Después de la Segunda Guerra Mundial, el almirante Turner sirvió en la Junta General del Departamento de Marina y fue Representante Naval de EE. UU. en el Comité de Estado Mayor Militar de las Naciones Unidas . Se retiró del servicio activo en julio de 1947. Turner recibió la Orden del Tesoro Sagrado, 3.ª Clase por parte del Emperador de Japón.
El almirante Turner murió en Monterey, California, el 12 de febrero de 1961. 
Está enterrado en el Cementerio Nacional Golden Gate en San Bruno, California, junto a su esposa y cercano a las tumbas de los almirantes Chester W. Nimitz , Raymond A. Spruance y el almirante Charles A. Lockwood, un arreglo hecho por todos ellos en vida.